# Stilbite-Ca

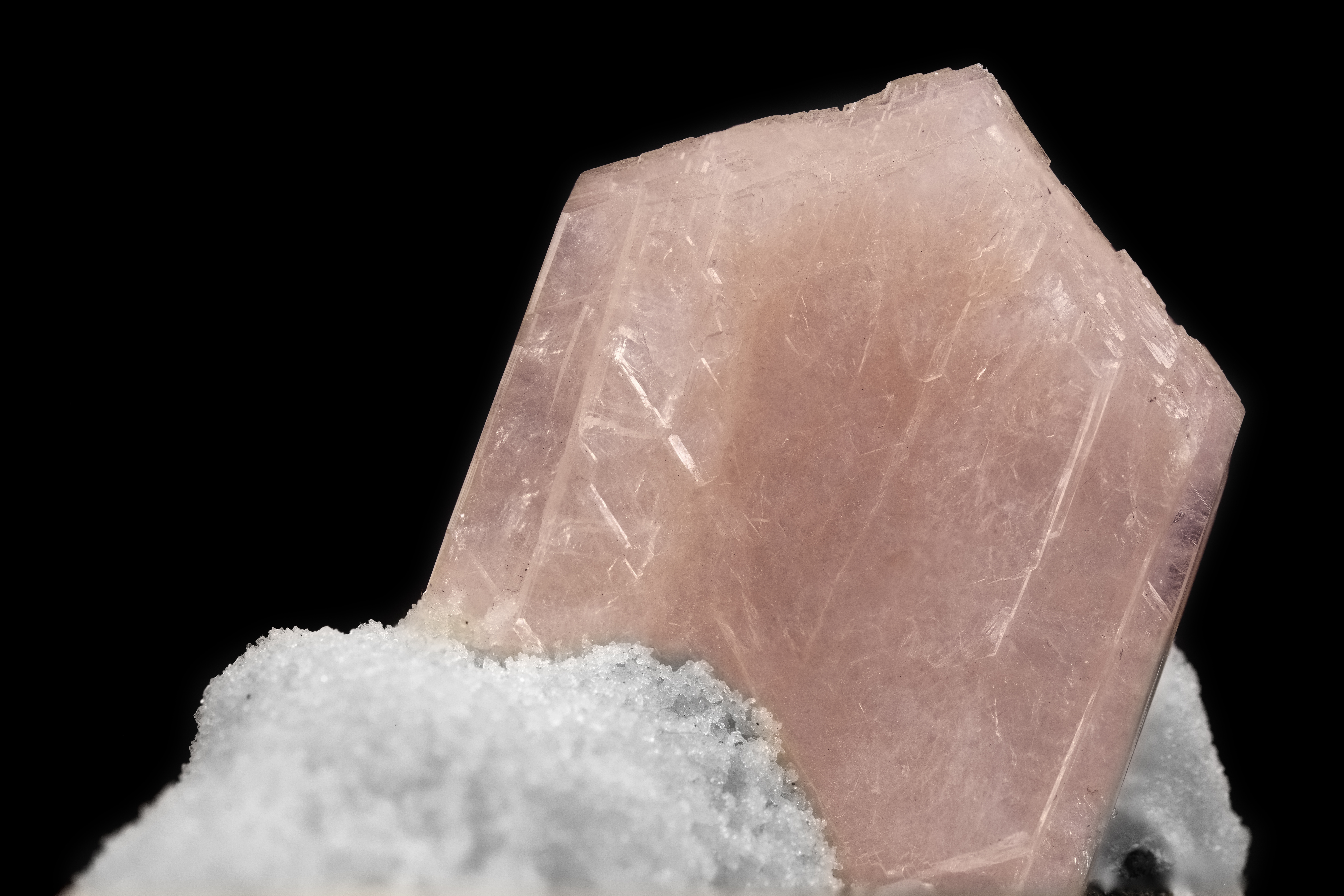
Aggregato di cristalli di Stilbite rosa (dimensione: 3.5 x 3 cm).

La stilbite-Ca è un minerale, un alluminosilicato idrato di sodio e calcio, appartiene al gruppo delle zeoliti. Prima del 1987, il nome “stilbite” definiva una singola specie minerale ma una riclassificazione dell’Associazione Mineralogica Internazionale (IMA) ha attribuito il nome “Stilbite-Ca” a un intero sottogruppo di zeoliti. In letteratura la formula chimica della stilbite-Ca viene riportata nei modi più diversi.

## Storia del nome
Il nome deriva dal greco στίλβειν, stìlbein, che significa scintillare, luccicare, in riferimento alla lucentezza vitrea e perlacea degli esemplari. Fu scoperta nel 1756 da Axel Cronstedt che la definì zeolite selenitica lamellare. Nel 1797 Jean Claude de la Métherie la chiamò Stilbite. Infine, nel 1818 fu rinominata da J. F. A. Breithaupt Desmina, nome che oggi è caduto in disuso. La rara qualità di stilbite: stellerite, definita nel 1909, prese il nome in onore del mineralogista G.W. Steller.

## Abito cristallino
La Stilbite si presenta in varie forme con cristalli prismatici, tabulari, globulari o raggiati di vario colore: bianco, grigio, rosato, bruno-rossastro, per la presenza d’impurezze. Sono tipici gli aggregati a forma di covone o i geminati a croce pseudo-rombici o in masse fibroso-raggiate. Possiede una lucentezza vitrea, madreperlacea, che varia dal trasparente al traslucido. I cristalli sono lunghi da 1-2 cm fino a 5-10 cm.
La rara qualità di stilbite stellerite non è distinguibile dalla stilbite comune con metodi semplici.

## Origine e giacitura
La stilbite è una delle zeoliti più comuni. Si forma per genesi idrotermale tardiva nelle cavità e nelle geodi delle rocce basaltiche, quasi sempre associata ad altre zeoliti o alla calcite. Si può ritrovare anche nelle litoclasi delle rocce metamorfiche, in fessure alpine e in filoni minerari.

## Località di ritrovamento
Le cristallizzazioni più belle sono quelle indiane delle cave di Poona. Anche le stilbiti islandesi di Teigarhorn, meno appariscenti, sono interessanti. La stilbite è stata segnalata a Westpaterson in New Jersey (U.S.A.), a Kilpatrick e nell’isola di Skye in Scozia, nelle isole Föroyar in Danimarca, nella regione della Nova Scozia in Canada, nel Rio Grande do Sul in Brasile. In Italia, la stilbite è stata trovata in Sardegna presso Oristano, nei graniti di Baveno (Novara) e sull’Isola d’Elba.

## Usi
Minerale d’interesse scientifico e collezionistico.